# Music Therapy
Music Therapy è un singolo del trio italiano Videomind, secondo estratto dal loro primo album Afterparty.
Il brano comprende la collaborazione del famoso trombettista italiano Roy Paci ed è anche compreso nella compilation ufficiale Hip Hop M.E.I. 5.1.

## Video musicale
Il video del brano è stato pubblicato il 7 ottobre 2010. In esso si possono vedere i tre membri del trio in una fabbrica mentre "lavorano" e controllano vari macchinari mentre delle persone con il cervello "in tilt" (rispecchiando il testo della canzone "Welcome! Welcome! Welcome! Lei mi suggerì, se ti va il cervello in tilt, Music Therapy!").

## Remix
È stato prodotto un remix della canzone dal disc jockey italiano Deleterio che è stato poi inserito nell'album di remix Afterparty Remix.